# Anel de Polícrates
O Anel de Polícrates é um poema dramático em quatro atos de Eugénio de Castro.
Conta a história de um tirano que atirou um anel com o selo de Salomão no mar, mas este voltou às suas mãos pelas entranhas de um peixe.
Poema baseado em um trecho da obra de Heródoto de Halicarnasso.